# Occupazione ungherese dei territori jugoslavi
Durante la seconda guerra mondiale, il Regno d'Ungheria occupò militarmente alcune regioni del Regno di Jugoslavia. Questi territori furono tutti sotto il dominio ungherese già prima del 1920 e in virtù del Trattato del Trianon furono assegnati alla neonata Jugoslavia.
L'occupazione militare iniziò l'11 aprile 1941 quando 80.000 soldati ungheresi attraversarono il confine a sostegno dell'invasione della Jugoslavia da parte dell'Asse. Ci fu una sorta di resistenza da parte degli irregolari serbi cetnici, dato che le difese dell'esercito reale jugoslavo erano ormai crollate. Le forze ungheresi furono aiutate indirettamente dal Volksdeutsche locale che aveva formato una propria milizia e disarmato circa 90.000 soldati jugoslavi. Il governo del neonato Stato Indipendente di Croazia successivamente acconsentì all'annessione ungherese del Međimurje.
Le autorità occupanti classificarono immediatamente la popolazione della Bačka e della Baranja tra coloro che vivevano in quelle regioni da quando erano state per l'ultima volta sotto il dominio ungherese nel 1920 e tra i coloni, per lo più serbi, arrivati da quando le zone entrarono a far parte della nuova Jugoslavia. Cominciarono quindi a radunare migliaia di serbi nei campi di concentramento e ad espellerli nello Stato indipendente di Croazia, nel Montenegro occupato dagli italiani e nel territorio della Serbia occupato dai tedeschi: decine di migliaia di serbi furono deportati dai territori occupati a cui seguì l'attuazione di una politica di "magiarizzazione" della vita politica, sociale ed economica dei territori occupati, incluso il reinsediamento degli ungheresi e degli Székelys da altre regioni dell'Ungheria. La "magiarizzazione" non ebbe alcun impatto sul Volksdeutsche, a cui fu riconosciuto uno status speciale sotto il dominio ungherese.
La resistenza armata su piccola scala all'occupazione ungherese iniziò nella seconda metà del 1941, fu affrontata duramente con esecuzioni sommarie, espulsioni e internamenti. L'insurrezione si concentrò principalmente nell'area etnico-serba della Bačka meridionale nella regione di Šajkaška, dove le forze ungheresi si vendicarono per le perdite subite. Nell'agosto del 1941 l'amministrazione civile assunse il governo dei cosiddetti "Territori meridionali recuperati" (in ungherese: Délvidék), formalmente annessi all'Ungheria a dicembre. Nel gennaio del 1942 l'esercito ungherese condusse dei raid durante i quali uccisero oltre 3.300 persone, per lo più serbi ed ebrei.
Nel marzo 1944 iniziarono i negoziati con gli Alleati, la Germania prese il controllo del paese compresi i territori annessi durante l'operazione Margarethe. All'occupazione tedesca seguirono i trasporti degli ebrei rimasti nei territori occupati verso i campi di sterminio, provocando così la morte dell'85% degli ebrei presenti nei territori occupati. Prima del loro ritiro dai Balcani di fronte all'avanzata dell'Armata Rossa sovietica, i tedeschi evacuarono circa 60.000-70.000 Volksdeutsche da Bačka e Baranja in Austria.
Le regioni di Bačka e Baranja tornarono sotto il controllo jugoslavo quando i tedeschi furono cacciati dall'Armata Rossa alla fine del 1944. Le regioni di Međimurje e il Prekmurje rimasero occupate fino alle ultime settimane di guerra.

## Contesto storico

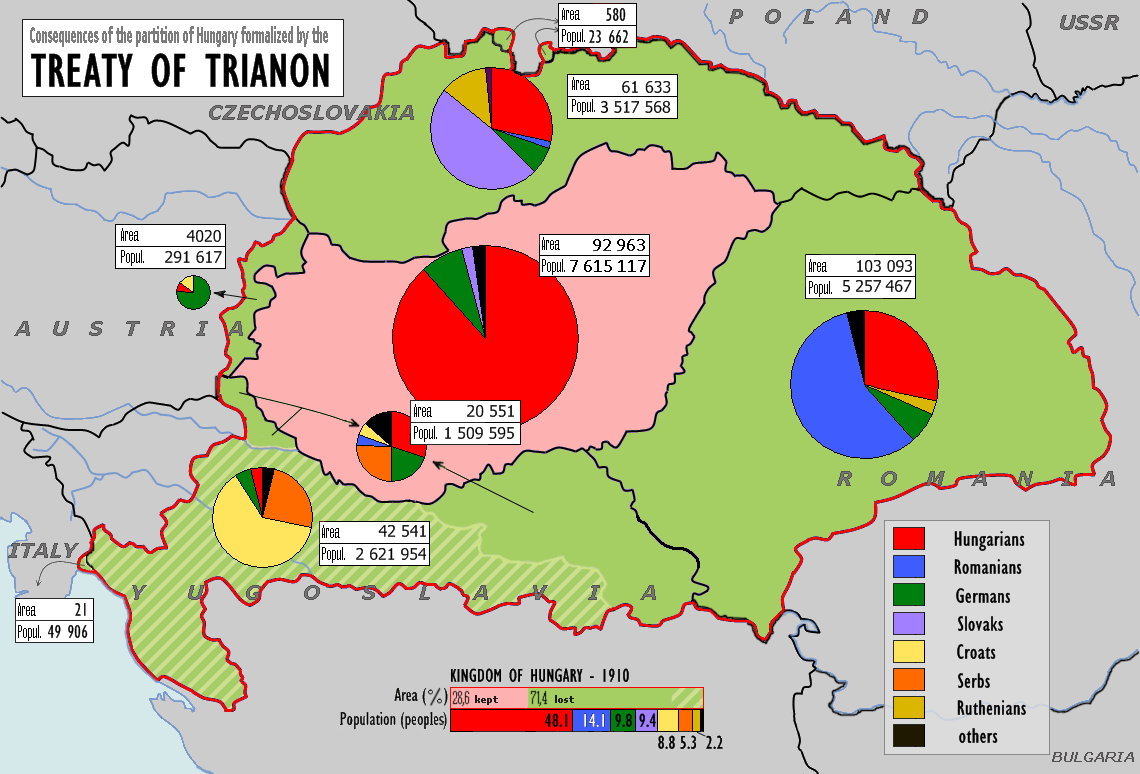
Mappa che mostra la differenza tra i confini dell'Ungheria prima e dopo il Trattato del Trianon. In verde l'antico Regno d'Ungheria, in grigio la Croazia-Slavonia autonoma. I grafici della popolazione si basano sul censimento ungherese del 1910.

Alla Conferenza di pace di Parigi dopo la conclusione della prima guerra mondiale, le potenze dell'Intesa firmarono il Trattato del Trianon con l'Ungheria dopo la disgregazione dell'Impero austro-ungarico. Tale trattato ridefinì il confine tra l'Ungheria e il neonato Regno dei Serbi, Croati e Sloveni (KSCS, ribattezzato Regno di Jugoslavia nel 1929) e di conseguenza le regioni precedentemente governate dall'Ungheria di Banato, Bačka e Baranja furono divise tra Ungheria, KSCS e Romania, trasferendo la sovranità della regione del Međimurje e circa due terzi della regione del Prekmurje dall'Ungheria al KSCS. Un numero considerevole di ungheresi e Volksdeutsche rimasero nelle aree incorporate nel KSCS.
Tra il 1918 e il 1924, 44.903 ungheresi, compresi 8.511 dipendenti pubblici, furono deportati in Ungheria dalla Jugoslavia e circa 10.000 coloni militari jugoslavi (in serbo-croato: Solunski dobrovoljci, letteralmente Volontari di Salonicco), principalmente serbi, furono insediati nella Bačka e nella Baranja dal governo jugoslavo. Durante il periodo tra le due guerre, l'Ungheria si batté per una revisione dei confini concordati nel Trattato del Trianon. Il 22 agosto 1938, Cecoslovacchia, Romania e Jugoslavia concordarono una revisione del trattato che consentì all'Ungheria di riarmarsi.

### Dati demografici
Prima dell'occupazione, il censimento jugoslavo più recente fu stilato nel 1931 e utilizzò la lingua parlata come criterio principale considerando come un unico gruppo le persone di lingua serbo-croato, invece di riconoscere distintamente serbo, croato, bosniaco musulmano, macedone e la nazionalità montenegrina. L'allineamento dei dati sull'affiliazione religiosa con i dati linguistici fu sfruttato dagli studiosi per determinare il numero approssimativo di serbi e croati nel censimento del 1931, contando come croati anche i cattolici romani. Sempre secondo il censimento, i territori di Bačka e Baranja contarono una popolazione complessiva di 837.742 abitanti, con inclusi tra 275.014 e 283.114 ungheresi e tra 185.458 e 194.908 Volksdeutsche. Gli ungheresi costituirono quindi circa un terzo della popolazione presente in questi territori, mentre i Volksdeutsche costituirono poco meno di un quarto.
Secondo lo storico Krisztián Ungváry, il censimento del 1931 mostra che la popolazione di Bačka e Baranja comprese 150.301 serbi e 3.099 croati per una popolazione serba pari a circa il 18%. Queste cifre variano considerevolmente rispetto alla popolazione serba e croata combinata di 305.917 persone fornita da Jozo Tomasevich, corrispondente al 36,5% della popolazione. I dati del censimento del 1931 per Međimurje e Prekmurje mostrano una popolazione totale di 193.640 abitanti, divisa in 101.467 (52,2%) croati, 75.064 (38,7%) sloveni e 15.308 (8%) ungheresi.

### Sviluppi nel periodo 1938-1941

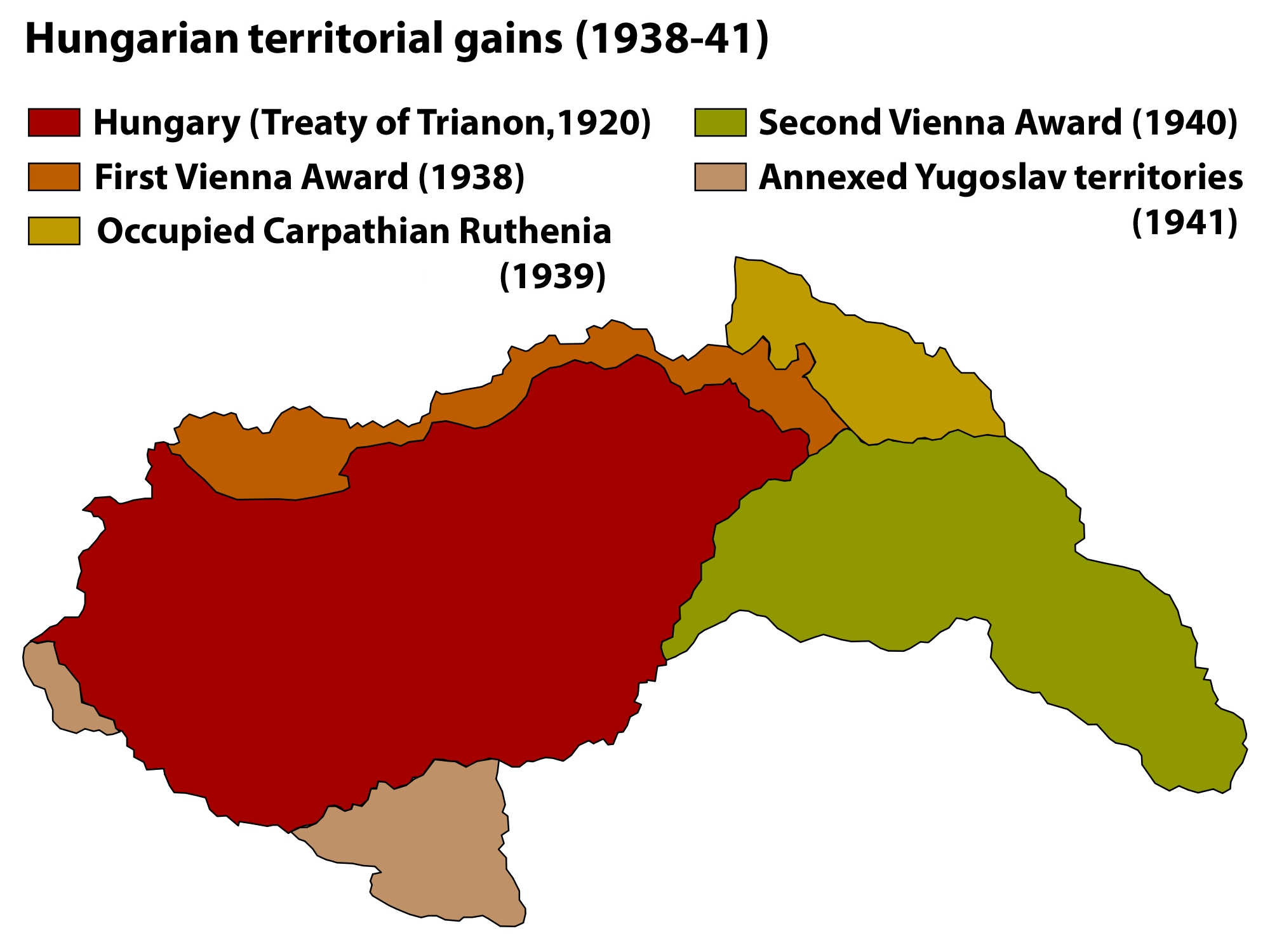
Le conquiste territoriali dell'Ungheria negli anni 1938-1941. Le aree occupate e poi annesse della Jugoslavia sono mostrate in marrone chiaro a sud (Bačka e Baranja) e ad ovest (Međimurje e Prekmurje).

Tra il 1938 e il 1940, in seguito alla mediazione italo-tedesca nel Primo e nel Secondo arbitrato di Vienna e all'invasione ungherese di parte dell'Ucraina, l'Ungheria allargò il suo territorio: assorbì alcune regioni della Cecoslovacchia meridionale, della Rutenia dei Carpazi e della Transilvania settentrionale ceduta dal Regno di Romania. Una delle aree etno-culturali che in questo periodo passarono di mano tra la Romania e l'Ungheria fu la Terra dei Siculi.
Il sostegno che l’Ungheria ricevette dalla Germania per queste revisioni dei confini fece sì che il rapporto tra i due paesi diventasse ancora più stretto. Il 20 novembre 1940 l'Ungheria aderì formalmente all'Asse nel patto tripartito. Il 12 dicembre 1940, su iniziativa del primo ministro Pál Teleki, l'Ungheria concluse un trattato di amicizia e di non aggressione con la Jugoslavia. Sebbene avesse ricevuto il sostegno sia della Germania che dell'Italia, per l'effettiva firma del trattato non fu così, poiché la pianificata invasione tedesca della Grecia sarebbe stata semplificata se la Jugoslavia avesse potuto essere neutralizzata.
Dopo il colpo di Stato militare jugoslavo del 27 marzo 1941, i tedeschi chiesero al reggente ungherese Miklós Horthy l'autorizzazione a lanciare un attacco con mezzi corazzati utilizzando il territorio ungherese, Teleki non fu in grado di dissuadere il reggente: concludendo che l'Ungheria si era irrevocabilmente disonorata schierandosi con i tedeschi e contro gli jugoslavi, Teleki si uccise. Horthy informò Hitler quella sera stessa che l'Ungheria avrebbe rispettato il trattato di amicizia con la Jugoslavia, anche se probabilmente avrebbe cessato di applicarsi se la Croazia si fosse separata e la Jugoslavia avesse cessato di esistere.

## Invasione
Il 10 aprile 1941, gli Ustaše fondarono a Zagabria lo Stato Indipendente della Croazia (in croato: Nezavisna Država Hrvatska, NDH). Quel giorno Horthy e il nuovo Primo Ministro ungherese László Bárdossy rilasciarono una dichiarazione congiunta secondo cui la Jugoslavia aveva cessato di esistere, liberando l'Ungheria dai suoi obblighi ai sensi del patto di non aggressione e del Trattato del Trianon. Secondo la stessa dichiarazione, le truppe ungheresi avrebbero agito per "proteggere gli ungheresi che vivono nelle zone meridionali dall'anarchia" della guerra d'aprile iniziata diversi giorni prima con l'invasione delle truppe italiane e tedesche. Il giorno successivo la 3ª Armata ungherese iniziò ad occupare quelle regioni della Jugoslavia utilizzando il Reparto Mobile, il IV e il V Corpo, con il I e il VII Corpo di riserva. L'11 aprile il quartier generale della 3ª armata informò la 2ª armata tedesca che le forze ungheresi avevano attraversato la frontiera a nord di Osijek e vicino a Subotica.
Le rapide manovre dell'esercito tedesco costrinsero alla ritirata le forze jugoslave di fronte all'esercito ungherese e non ci furono combattimenti significativi tra i due eserciti. Le forze ungheresi avanzarono a sud verso il Danubio tra Vukovar e la confluenza con il Tibisco senza alcuna vera resistenza militare. Gli irregolari serbi cetnici combatterono in alcuni scontri isolati e lo stato maggiore ungherese considerò le forze irregolari come la loro unica opposizione significativa.
Il 12 aprile, il 1º battaglione paracadutisti ungherese conquistò i ponti sui canali a Vrbas e Srbobran. Nel frattempo, Sombor fu catturata contro la resistenza cetnica, e così anche Subotica. Questa, la prima operazione aviotrasportata della storia ungherese, non fu priva di incidenti. Il battaglione aereo fu costituito da cinque aerei Savoia-Marchetti S.M.75 di fabbricazione italiana, precedentemente della compagnia aerea civile MALERT e messi in servizio con l'aeronautica reale ungherese (in ungherese: Magyar Királyi Honvéd Légierő, MKHL) all'inizio della guerra. Poco dopo il decollo dall'aeroporto di Veszprém-Jutas, nel pomeriggio del 12 aprile, l'aereo al comando, codice E-101, precipitò provocando la perdita di 20 o 23 vite, tra cui 19 paracadutisti: questa fu la perdita più pesante subita dagli ungheresi durante la campagna jugoslava.
Il 13 aprile, la 1ª e la 2ª Brigata Motorizzata occuparono Novi Sad e si spinsero verso sud attraverso il Danubio, nella zona settentrionale della Sirmia croata catturando Vinkovci e Vukovar il 18 aprile, le brigate si diressero quindi a sud-est per catturare la città serba occidentale di Valjevo il giorno dopo. Altre forze ungheresi occuparono le regioni jugoslave del Prekmurje e del Međimurje. Una successiva valutazione americana concluse che le forze tedesche dovettero sostenere il peso maggiore dei combattimenti, osservando che le forze ungheresi avevano "mostrato grande riluttanza ad attaccare finché il nemico non fosse stato duramente battuto e sfaldato dai tedeschi".
Quando il 17 aprile la delegazione jugoslava firmò l'armistizio con i rappresentanti tedeschi e italiani a Belgrado, gli ungheresi erano rappresentati da un ufficiale di collegamento, ma questi non firmò il documento perché l'Ungheria "non era in guerra con la Jugoslavia". L'armistizio entrò in vigore a mezzogiorno del giorno successivo. La notizia del successo delle forze armate ungheresi in Jugoslavia fu accolta con favore dal parlamento ungherese. Le forze tedesche occuparono una stretta fetta del Prekmurje nord-orientale lungo il confine tedesco-jugoslavo, che comprendeva quattro villaggi Volksdeutsche. A metà giugno del 1941 quest'area fu assorbita nel Reichsgau Steiermark.
Le truppe ungheresi subirono 126 morti e 241 feriti durante i combattimenti sporadici, e uccisero tra 1.122 e 3.500 civili, inclusi alcuni Volksdeutsche. Molti civili furono arrestati e torturati. Il 14 aprile 1941, circa 500 tra ebrei e serbi furono uccisi a colpi di baionetta, probabilmente come avvertimento. Durante gli interrogatori del dopoguerra, Horthy insistette che non aveva voluto invadere la Jugoslavia e che fu costretto ad agire dal disordine e dal massacro degli ungheresi a Bačka, affermazioni queste non condivise da Tomasevich.

## Geografia

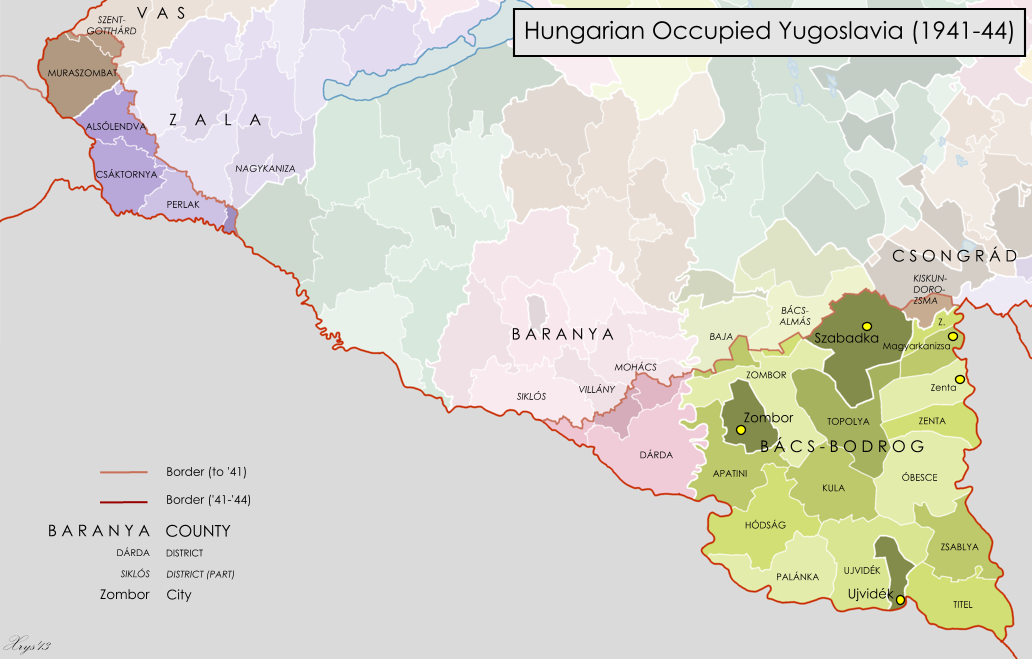
Mappa che mostra la divisione delle aree della Jugoslavia occupate e poi annesse all'Ungheria, comprese le relative suddivisioni amministrative ungheresi.

Il territorio della Bačka occupato dagli ungheresi era costituito da quella parte della banovina del Danubio delimitata dall'ex confine ungherese-jugoslavo a nord, dal Danubio a sud e a ovest e dal Tibisco a est. Anche il territorio occupato della Baranja faceva parte della banovina del Danubio, nell'area delimitata dall'ex confine ungherese-jugoslavo a nord e ad ovest, dalla Drava a ovest e a sud e dal Danubio a est. Il territorio del Međimurje faceva parte della banovina di Croazia prima dell'invasione ed era delimitato dal fiume Mura a nord e dal fiume Drava a sud. Il Prekmurje era costituito da quella parte della banovina della Drava prebellica che si trovava a nord del Mura.
La maggior parte dei territori occupati dagli ungheresi erano costituiti da terreni pianeggianti in gran parte agricoli ad eccezione di alcuni paesi collinari nel nord-ovest della regione del Međimurje e nel nord della regione del Prekmurje. L'area totale dei territori jugoslavi occupati dall'Ungheria era di 11.475 km2, di cui 8.558 km2 a Bačka, 1.213 km2 a Baranja e 1.704 km2 nelle regioni del Međimurje e del Prekmurje.

## Amministrazione
Inizialmente i territori occupati furono posti sotto l'amministrazione militare. Il giurista internazionale Raphael Lemkin coniò il termine "genocidio" nel senso di "distruzione di una nazione o di un gruppo etnico", descrivendo le politiche attuate dalle autorità ungheresi nei territori occupati proprio come "genocide". Lemkin affermò che tali politiche furono mirate a distruggere l'esistenza politica, sociale, culturale, religiosa ed economica e la lingua di coloro che vivevano nei territori occupati. Nelle prime due settimane del dominio ungherese, 10.000 serbi furono espulsi verso il Territorio del comandante militare in Serbia, l'NDH o nel Montenegro governato dagli italiani.
Il 1º maggio 1941 i tedeschi stimarono che la popolazione dei territori occupati dall'Ungheria fosse di 1.145.000 abitanti. Il 9 luglio 1941, il colonnello Zsigmond Timár, governatore militare della città di Čakovec nel Međimurje, stabilì che il giorno successivo la regione sarebbe stata posta permanentemente sotto l'amministrazione militare e il dominio ungherese. Secondo Sabrina Ramet, il 10 luglio il governo dell'NHD acconsentì all'annessione ungherese della zona del Međimurje, mentre secondo Davor Kovačić e Marica Karakaš Obradov, dell'Istituto croato di storia, la dichiarazione ungherese fu emessa senza consultare il governo croato e non fu mai riconosciuta, anche la popolazione croata della regione non fu soddisfatta della decisione presa.
Il governo militare rimase in vigore fino al 16 agosto 1941, dopodiché fu introdotta l'amministrazione civile. Il 12 luglio, il dinaro jugoslavo cessò di avere corso legale nei territori occupati e fu sostituito dal pengő ungherese. Un nuovo censimento dei territori jugoslavi occupati fu condotto dalle autorità ungheresi nel 1941 e contò una popolazione totale di 1.030.027 abitanti. In questo censimento, le proporzioni etniche nei territori ricombinati erano 37% ungherese, 19% Volksdeutsche, 18% croati e 16% serbi, con la popolazione del Prekmurje di 102.867 abitanti.
Il 14 dicembre, queste regioni, ridenominate dall'Ungheria in "Territori meridionali recuperati" (in ungherese: Délvidék), furono formalmente incorporate nell'Ungheria, ottenendo così piena rappresentanza nel parlamento ungherese sebbene i loro rappresentanti dovessero essere nominati dal Parlamento anziché eletti. Nonostante i piani di deportare 150.000 serbi nel territorio serbo furono contrastati dal comando tedesco a Belgrado, il regime di occupazione ungherese riuscì a espellere tra 25.000 e 60.000 persone. Durante la guerra, il governo ungherese reinsediò una parte della popolazione prebellica a Bačka e Baranja, principalmente Siculi dalle aree della Transilvania cedute all'Ungheria dalla Romania nel 1940. Secondo quanto riferito, a Bačka e Baranja furono reinsediate tra 15.000 e 18.000 persone.
Le autorità ungheresi istituirono i campi di concentramento per i serbi dai quali furono poi espulsi verso la Serbia occupata. Nell'ambito della cosiddetta "magiarizzazione sistematica" di questi territori, i partiti politici e le organizzazioni patriottiche ungheresi furono incoraggiati ad essere attivi nella Bačka e nella Baranja, cosa che portò alla discriminazione degli "elementi meno desiderabili" della popolazione presente e cioè serbi, croati ed ebrei. Questa discriminazione si estese all'istruzione e alla comunicazione, dove l'ungherese e il tedesco furono le uniche lingue consentite in quasi tutte le scuole secondarie, mentre libri, giornali e periodici in lingua serbo-croata furono praticamente vietati. Ai serbi e ai croati con un alto livello di istruzione fu precluso di intraprendere un lavoro commisurato alla loro istruzione. Nonostante queste misure, i serbi e i croati che avevano vissuto nei territori occupati prima del 1918 mantennero i loro diritti di cittadinanza come fossero ungheresi, alcuni dipendenti pubblici non ungheresi di livello inferiore furono mantenuti nei loro posti di lavoro. Fu così che nel parlamento ungherese sedettero un ex senatore serbo e un ex deputato croato.
Nel Prekmurje le autorità ungheresi furono più permissive, non tentarono di deportare in massa gli sloveni ma consentirono l'uso della lingua slovena in pubblico. Allo stesso modo, gli ungheresi si ingraziarono il favore della minoranza Bunjevci per convincerli a non sentirsi né serbi né croati e nemmeno slavi, ma anzi "ungheresi di madrelingua Bunyevac".
Il Volksdeutsche presente nei territori occupati costituì una percentuale importante dell'economia dei territori occupati e nel 1941 furono completamente sotto il controllo del partito nazista. I rapporti tra le autorità di occupazione e il Volksdeutsche furono tesi in seguito all'omicidio dei tedeschi durante l'invasione, al punto tale che anche Adolf Hitler fu a conoscenza della questione poiché, anche se non attivo nell'amministrazione militare o civile ungherese, il Volksdeutsche era però rappresentato nel parlamento ungherese e dal 1942 fu permesso arruolare i loro membri nella Wehrmacht. L'organizzazione ufficiale del Volksdeutsche in Ungheria, la "Lega nazionale dei tedeschi in Ungheria" (in tedesco: Volksbund der Deutschen in Ungarn), durante la guerra fu sostanzialmente autonoma, anche all'interno dei territori occupati.

### Nuove contee amministrative
Bačka e Baranja fecero parte entrambe della Banovina danubiana in Jugoslavia. Il Međimurje fece parte della Banovina croata e il Prekmurje fece parte della Banovina della Drava. Le autorità ungheresi si riferirono ai territori occupati con i seguenti nomi: Bácska per Bačka, Baranya per Baranja, Muraköz per Međimurje e Muravidék per Prekmurje.
Dopo l'occupazione, le autorità ungheresi divisero i territori occupati in contee corrispondenti alle divisioni amministrative esistenti prima del 1920, quando l'area era parte del Regno d'Ungheria: si trattava delle contee di Bács-Bodrog, Baranya, Vas e Zala. I funzionari di questi territori furono nominati anziché eletti e le contee furono ulteriormente divise in distretti: le autorità ripristinarono molti distretti, città e paesi con i nomi in uso prima del 1920, in alcuni casi i nomi non avevano avuto un precedente storico.

## Olocausto
Nell'aprile 1941, circa il 23% degli ebrei jugoslavi (cioè 16.680 persone) viveva nei territori occupati dall'Ungheria, comprese circa 15.405 persone della Bačka e della Baranja, circa 425 del Međimurje e circa 850 del Prekmurje.
Il governo ungherese approvò le leggi antisemite nel 1939 e furono in vigore anche nei territori occupati e annessi. Inizialmente le leggi furono applicate in modo selettivo a causa del trasferimento dei territori dall'amministrazione militare a quella civile. Alcuni ebrei, stabilitisi nei territori occupati, furono mandati nel territorio della Serbia occupato dai tedeschi dove furono rinchiusi nel campo di concentramento di Banjica a Belgrado e poi uccisi. Altri furono espulsi verso NDH dove incontrarono la stessa sorte ma non si conosce il numero di deportati e poi morti. Dopo la violenza dell'occupazione iniziale, durante il resto del 1941 non si verificarono altri massacri di ebrei.
Gli ebrei dei territori occupati furono posti ai lavori forzati dalle autorità ungheresi, con circa 4.000 ebrei da Bačka e Baranja inviati nei campi di lavoro forzato in Ungheria, i 1.500 ebrei di Bačka erano tra i 10.000 ebrei ungheresi inviati a svolgere il lavoro per l'esercito ungherese sul fronte orientale nel settembre 1942, e circa 600 ebrei di Bačka furono mandati a lavorare nella miniera di rame di Bor nel luglio 1943. Solo il 2% di quelli inviati sul fronte orientale sopravvissero alla guerra.

## Resistenza e repressione
A Bačka e Baranja, sia le autorità Volksdeutsche che ungheresi uccisero un numero significativo di serbi. Dopo che nella seconda metà del 1941 aumentò la resistenza armata su piccola scala, l'esercito ungherese reagì con pesanti misure repressive: solo nel settembre 1941 le forze di occupazione ungheresi giustiziarono sommariamente 313 persone, tra le misure adottate ci fu la creazione dei campi di concentramento temporanei di Ada, Bačka Topola, Begeč, Odžaci, Bečej e Subotica, oltre a Novi Sad, Pechuj e Baja. Secondo Paul Mojzes, circa 2.000 ebrei e un gran numero di serbi furono detenuti in questi campi per periodi variabili da due settimane a due mesi, mentre gli ebrei non internati furono impiegati ai lavori forzati. Diverse migliaia di persone rimasero nei campi fino alla fine della guerra.
Alcuni degli ebrei emigrati a Bačka e Baranja durante il periodo tra le due guerre furono espulsi nell'NHD o verso la Serbia occupata dove furono poi uccisi. La resistenza partigiana guidata dai comunisti di Josip Broz Tito non fu mai predominante nella Bačka e nella Baranja perché il terreno pianeggiante della regione non si prestava alle azioni di guerriglia, e perché gli slavi del sud, da cui i partigiani attingevano per le loro reclute, costituivano solo un terzo della popolazione regionale. Nonostante la resistenza iniziale, il movimento cetnico rimase in gran parte inattivo durante l'occupazione, mantenendo solo alcune attività segrete. I partigiani e il loro comitato regionale erano stati in gran parte eliminati entro la fine del 1941.
Nel gennaio 1942, l'esercito e la gendarmeria ungheresi intrapresero una grande operazione nella Bačka meridionale, durante il quale massacrarono 2.550 serbi, 743 ebrei e altre 47 persone in luoghi come Bečej, Srbobran e Novi Sad, con il pretesto di cercare i partigiani. Altre fonti contano un numero di serbi ed ebrei massacrati a Novi Sad più basso, intorno alle 879 unità. I raid furono effettuati a Šajkaš tra il 4 e il 19 gennaio, a Novi Sad dal 21 al 23 gennaio, a Bečej dal 25 al 29 gennaio. Nel periodo dal 4 al 24 gennaio furono compiuti altri massacri dalla 15ª divisione leggera ungherese comandata dal maggiore generale József Grassy e dalle unità della gendarmeria reale. Le operazioni furono ordinate da Grassy, dal tenente generale Ferenc Feketehalmy-Czeydner, dal colonnello László Deák, e dal capitano della gendarmeria reale Márton Zöldi. Oltre a serbi ed ebrei, tra le vittime vi furono anche i membri di altre etnie: rom, un piccolo numero di rifugiati russi fuggiti dopo la rivoluzione bolscevica e alcuni ungheresi. A metà del 1942, il governo jugoslavo in esilio riferì che le chiese erano state saccheggiate e distrutte e che le festività serbo-ortodosse erano state proibite dall'amministrazione ungherese. Questi rapporti affermavano che un campo a Novi Sad aveva internato 13.000 uomini, donne e bambini serbi ed ebrei.
Sotto la pressione dell'opposizione politica ungherese, il governo ungherese accusò di alto tradimento 14 ufficiali ungheresi rispetto ai massacri avvenuti, tra cui Feketehalmy-Czeydner, Grassy, Deák e Zöldi. Tra il 23 dicembre 1943 e il gennaio 1944 si tenne a Budapest un processo militare e gli imputati furono condannati a una pena detentiva compresa tra 10 e 15 anni per il ruolo avuto nei massacri: Feketehalmy-Czeydner, Grassy, Deák e Zöldi non furono condannati perché non poterono essere localizzati e nel frattempo fuggirono in Germania. Dal dibattimento risulta che Zöldi fu presente ad una parte del processo. Il professor Lajčo Klajn dichiarò che i principali responsabili del massacro non furono processati davanti a questo tribunale militare, e che tra loro figurarono il Primo Ministro Bárdossy e il Ministro degli Interni Ferenc Keresztes-Fischer, entrambi comparsi solo in qualità di testimoni. Klajn ritiene che anche il Capo di Stato Maggiore Ferenc Szombathelyi e il Ministro della Difesa avrebbero dovuto essere sentiti dal tribunale: scrive inoltre che "il genocidio era stato pianificato da molto tempo in anticipo dai più alti circoli militari e politici in Ungheria", ritenendo che il massacro avesse lo scopo di convincere il Ministro degli Esteri tedesco Joachim von Ribbentrop che le truppe ungheresi fossero necessarie sul territorio invece che sul fronte orientale.
A metà del 1944, l'attività partigiana aumentò nella Bačka a tal punto che dei regolamenti speciali, simili ai "Regolamenti amministrativi speciali" applicati alle zone operative dell'esercito ungherese, furono estesi alla Bačka: in base a ciò fu imposto il coprifuoco e le attività politiche furono vietate e contestualmente fu creata un'organizzazione di autodifesa, i Pandur.

## Conseguenze

### Occupazione tedesca e Olocausto

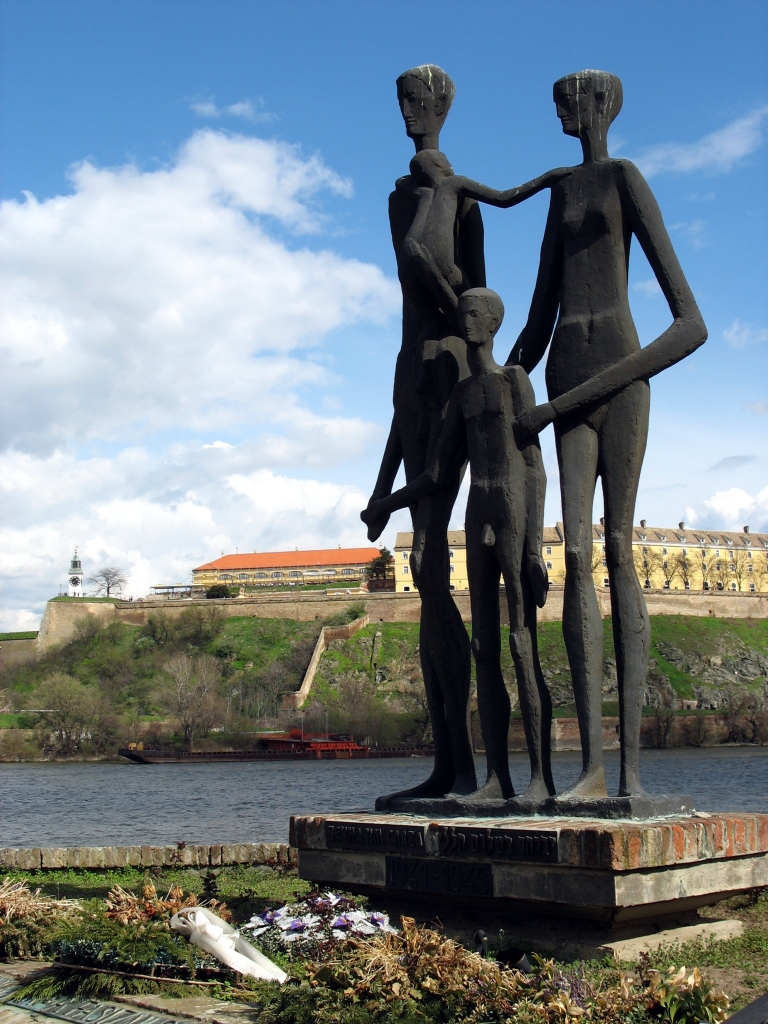
Monumento alle vittime del raid del 1942 a Novi Sad.

L'occupazione della Bačka e della Baranja durò fino al 1944, temendo che l'Ungheria potesse concludere una pace separata con gli Alleati, Hitler lanciò l'operazione Margarethe il 15 marzo 1944 e ordinò alle truppe tedesche di occupare l'Ungheria. Nel frattempo, alcuni tra coloro che erano sfuggiti al processo per i massacri del 1942, si erano uniti a varie organizzazioni militari e di polizia tedesche. Feketehalmy-Czeydner fu l'ufficiale straniero di grado più alto delle Allgemeine-SS dopo la promozione a SS-Obergruppenführer. Grassy divenne SS- Gruppenführer und Generalleutnant der Waffen-SS e fu nominato comandante della 25. Waffen-Grenadier-Division der SS "Hunyadi" (ungarische Nr.1) e Zöldi si unì alla Gestapo. Il caso contro di loro fu riaperto dopo l'occupazione tedesca, e in questo secondo processo furono tutti giudicati non colpevoli.
Dopo l'occupazione, le politiche naziste furono applicate in modo completo. Gli ebrei ungheresi subirono la fame e furono sottoposti alle marce della morte, mentre gli ebrei nei territori occupati furono deportati nei campi di sterminio. Dal 26 aprile 1944, gli ebrei rimasti a Bačka e Baranja, per lo più donne, ma anche bambini e anziani, furono radunati nei campi di concentramento locali e poi trasferiti in campi più capienti in Ungheria. Furono raccolti tra 14.000 e 15.000 ebrei della Bačka, della Baranja e di altre zone dell'Ungheria prima a Baja e Bácsalmás, quindi trasportati ad Auschwitz dove la maggior parte fu uccisa. Nel settembre del 1944, i lavoratori della miniera di Bor furono costretti a marciare forzatamente per diverse settimane verso i campi di sterminio dove furono uccisi i sopravvissuti. Uno dei due gruppi di lavoratori contò 2.500 persone, ma solo in pochi sopravvissero.
La portata dell'Olocausto nei territori occupati fu tale che alla fine della guerra quasi l'85% degli ebrei che vivevano nei territori jugoslavi occupati nell'aprile 1941 erano stati uccisi, compresi circa 13.500 ebrei della Bačka e della Baranja e circa 1.300 del Međimurje e del Prekmurje.

### Fuga delVolksdeutschee controllo militare jugoslavo
Nel settembre 1944, le autorità ungheresi iniziarono a evacuare i Siculi stabilitisi nei territori occupati dal 1941. Diversi giorni dopo che l'Armata Rossa sovietica entrò nel Banato il 1º ottobre 1944, i tedeschi iniziarono l'evacuazione della Bačka, compreso il Volksdeutsche, con l'avanzata dei partigiani e dell'Armata Rossa, alcuni Volksdeutsche lasciarono la regione mentre altri rimasero nonostante la situazione.
Nell'ottobre 1944 il Banato e la Bačka furono catturati dalle truppe sovietiche, Subotica fu catturata il 12 ottobre. Dopo alcune settimane la regione passò sotto il pieno controllo dei partigiani, che il 17 ottobre 1944 istituirono un'amministrazione militare nel Banato, nella Bačka e nella Baranja. La Bačka tornò sotto il controllo jugoslavo e circa 16.800 ungheresi furono uccisi dai serbi come vendetta per gli omicidi avvenuti durante l'occupazione ungherese. Nel novembre 1944, Tito dichiarò che il Volksdeutsche della Jugoslavia era da considerare ostile alla nazione e ordinò l'internamento di coloro che vivevano nelle aree sotto il controllo partigiano. Circa 60.000-70.000 Volksdeutsche erano già state evacuate da Bačka, mentre ancora altre 30.000-60.000 prestavano servizio nella Wehrmacht.

### Ritorno sotto il controllo civile jugoslavo
Il 15 febbraio 1945, il Banato, la Bačka e la Baranja furono trasferiti dall'amministrazione militare a quella civile con la creazione di un Comitato di liberazione popolare (in serbo-croato: Narodnooslobodilački odbor, NOO). Fino all'inizio del 1945, l'amministrazione comunista jugoslava fu caratterizzata dalla persecuzione di alcuni elementi della popolazione locale, con l'uso di esecuzioni di massa, internamenti e abusi. Circa 110.000 Volksdeutsche furono internati, di cui circa 46.000 morirono in prigionia per le cattive condizioni di vita nei campi e del duro lavoro a cui furono sottoposti. Le vittime del regime comunista furono di varie origini etniche, inclusi alcuni ungheresi, alcuni serbi e il Volksdeutsche.
Lo scrittore ungherese Tibor Cseres ha descritto dettagliatamente i crimini che, secondo lui, i comunisti jugoslavi hanno commesso contro gli ungheresi: si stima che circa 5.000 ungheresi furono uccisi in seguito al ritorno dei territori occupati sotto il controllo jugoslavo. Dopo la guerra circa 40.000 ungheresi lasciarono il Banato, la Bačka e la Baranja. Alla fine del 1946, erano 84.800 i rifugiati jugoslavi che vivevano in Ungheria.

### Azioni legali
Dopo che i territori tornarono sotto il controllo jugoslavo, i tribunali militari e nazionali di Bačka perseguirono i collaborazionisti accusati di aver ucciso circa 10.000-20.000 civili. Il Servizio di Sicurezza della Vojvodina catturò la maggior parte di queste persone. Nel frattempo, alcuni dei responsabili dei massacri del 1942 nella Bačka meridionale furono catturati ed estradati nella neonata Repubblica popolare d'Ungheria. Nel suo libro Mađari u Vojvodini: 1941–1946, il professor Sándor Kaszás dell'Università di Novi Sad ha elencato un totale di 1.686 criminali di guerra giustiziati per nome, di cui circa 1.000 erano ungheresi.
In un terzo processo, all'inizio del 1946, il Tribunale nazionale ungherese di Budapest dichiarò Szombathelyi, Feketehalmy-Czeydner, Grassy, Deák e Zöldi colpevoli dei massacri nei territori occupati e di aver deportato gli ebrei nei campi di sterminio. In conformità con le disposizioni dell'articolo 14 dell'accordo di armistizio, le autorità ungheresi li estradarono in Jugoslavia, dove furono sottoposti a un quarto processo a Novi Sad nell'ottobre 1946: furono tutti condannati a morte e giustiziati il mese successivo.

### Cambiamenti demografici e politici
Dei circa 500.000 Volksdeutsche che vivevano in Jugoslavia prima della guerra, circa la metà furono evacuati, in 50.000 morirono nei campi di concentramento jugoslavi, altri 15.000 furono uccisi dai partigiani e circa 150.000 furono deportati in Unione Sovietica ai lavori forzati. Nel 1948, in Jugoslavia erano rimasti solo 55.337 Volksdeutsche. La Bačka jugoslava fa ora parte della Vojvodina, una provincia autonoma della Serbia, la Baranja jugoslava e il Međimurje fanno parte dell'odierna Croazia, e il Prekmurje jugoslavo fa parte dell'odierna Slovenia.

### Scuse formali
Nel 2013, l'Assemblea nazionale della Repubblica di Serbia adottò la dichiarazione in cui condanna le atrocità commesse contro i civili ungheresi tra il 1944 e il 1945. Il 26 giugno 2013, il presidente ungherese János Áder visitò la Serbia e si scusò formalmente per i crimini di guerra commessi contro i civili serbi dalle forze ungheresi durante la seconda guerra mondiale.

### Articoli
- (HR) Marica Karakaš Obradov, The Migrations of Hungarian National Group during the Second World War and in the Post-War Period in Croatia, in Tokovi Istorije, n. 1, Belgrade, Institute for Recent History of Serbia, 2012,  pp. 87-105, ISSN 0354-6497 (WC · ACNP).
- (HR) Davor Kovačić, The Međimurje Question in Police Intelligence Relationships of the Independent State of Croatia and the Kingdom of Hungary During the Second World War, in Polemos: časopis Za Interdisciplinarna Istraživanja Rata I Mira, XIII, n. 26, Zagreb, Croatian Sociological Association and Jesenski & Turk Publishing House, 2010,  pp. 59-78, ISSN 1331-5595 (WC · ACNP).
- Miklós Szabó, Establishment of the Hungarian Air Force and the Activity of the Hungarian Royal Honvéd Air Force in World War II Respectively (PDF), in Nação e Defesa, 3, vol. 110, Póvoa de Santo Adrião, Europress, 2005,  pp. 191-210, ISSN 0870-757X (WC · ACNP) (archiviato dall'url originale il 2 novembre 2014).